# Oxyde de fer(II,III)
Pour les articles homonymes, voir Oxyde de fer.
L'oxyde de fer(II,III) ou tétroxyde de trifer, de formule Fe3O4 ou FeO·Fe2O3, est un oxyde de fer dans lequel le fer a une valence mixte : un atome de fer sur trois a le nombre d'oxydation II et les deux autres III.
Ce composé chimique est présent dans le milieu naturel sous forme de magnétite, un minéral noir généralement aimanté (les magnétites sont les premiers aimants naturels connus, depuis l'Antiquité). Au laboratoire, il se présente généralement sous la forme d'une poudre noire.
L'oxyde de fer(II,III) présente un magnétisme permanent, de nature ferrimagnétique (et non pas ferromagnétique comme cela peut parfois être écrit). Sa principale utilisation est celle de pigment noir, produit de façon industrielle plutôt qu'extrait du minerai car la taille et la forme des particules peuvent être contrôlées par la méthode de production.

## Structure et propriétés physiques
Fe3O4 a une structure spinelle inverse dans laquelle les cations ferreux Fe2+ occupent la moitié des sites à coordination octaédrique tandis que les cations ferriques Fe3+ sont répartis sur les sites à coordination octaédrique restants ainsi que sur les sites à coordination tétraédrique.
Les sous-réseaux d'oxyde de fer(II) FeO et d'oxyde de fer(III) Fe2O3 partagent le même sous-réseau cubique à faces centrées d'anions O2−, ce qui explique la facilité avec laquelle les atomes de fer peuvent changer d'état d'oxydation, dans la mesure où cela n'affecte globalement pas la structure générale du matériau. 
Le ferrimagnétisme de l'oxyde de fer(II,III) résulte du couplage du spin des électrons d'une part des ions ferreux Fe2+ et ferriques Fe3+ occupant les sites octaédriques et d'autre part des ions ferriques occupant les sites tétraédriques : bien que ces deux couplages soient antiparallèles, ils ne s'annulent pas et le champ magnétique résultant est permanent.
La température de Curie de Fe3O4 est de 585 °C.
Il existe une transition de phase à 120 K, appelée transition de Verwey, qui se manifeste par une discontinuité dans les propriétés structurelles, magnétiques et électriques de l'oxyde de fer(II,III). Cet effet a été étudié intensément et a fait l'objet de nombreuses théories pour tenter d'en rendre compte, mais demeure à ce jour encore relativement mal compris.
Fe3O4 est un conducteur électrique à la conductivité un million de fois plus élevée que celle de Fe2O3, ce qui est attribué aux échanges d'électrons entre centres ferreux et ferriques.

## Préparation et propriétés chimiques
L'oxyde de fer(II,III) comme pigment, appelé magnétite synthétique, peut être produit à l'aide de procédés industriels réutilisant des déchets industriels, de la ferraille ou des solutions de sels de fer résultant notamment du décapage acide des aciers :
- oxydation du fer métallique au nitrobenzène pour produire de l'aniline en présence d'eau et d'un catalyseur tel que le chlorure ferreux FeCl2[4] :

4 C6H5NO2 + 9 Fe + 4 H2O → 4 C6H5NH2 + 3 Fe3O4,
- oxydation de composés ferreux, par exemple précipitation de sels ferreux, tels que des hydroxydes, suivie par l'aération des dépôts obtenus en vue de les oxyder en contrôlant étroitement le pH pour orienter la réaction vers l'oxyde choisi[4],

- réduction de l'oxyde de fer(III) Fe2O3 au dihydrogène H2[7] :

3 Fe2O3 + H2 → 2 Fe3O4 + H2O,
- réduction de Fe2O3 au monoxyde de carbone CO[8] :

3 Fe2O3 + CO → 2 Fe3O4 + CO2.
Il est possible de produire des nanoparticules d'oxyde de fer(II,III) en mélangeant par exemple des sels ferreux et ferriques avec un alcali pour donner un précipité colloïdal de Fe3O4. Les conditions opératoires sont déterminantes pour la taille des particules obtenues.
La réduction des minerais de magnétite Fe3O4 par le monoxyde de carbone intervient dans la production des aciers :
Fe3O4 + 4 CO → 3 Fe + 4 CO2.
L'oxydation contrôlée de Fe3O4 permet de produire un pigment brun, la maghémite γ-Fe2O3 :
4 Fe3O4 + O2 → 6 γ-Fe2O3.
Si l'on pousse jusqu'à la calcination, Fe3O4 donne à l'air libre un pigment rouge, l'hématite α-Fe2O3 : 
4 Fe3O4 + O2  → 6 α-Fe2O3.